# Mala Petrîkivka, Petrîkivka
Mala Petrîkivka (în ucraineană Мала Петриківка) este un sat în așezarea urbană Petrîkivka din raionul Petrîkivka, regiunea Dnipropetrovsk, Ucraina.

## Demografie
Componența lingvistică a localității Mala Petrîkivka
     Ucraineană (96,97%)
     Rusă (2,4%)
     Alte limbi (0,05%)
Conform recensământului din 2001, majoritatea populației localității Mala Petrîkivka era vorbitoare de ucraineană (96,97%), existând în minoritate și vorbitori de rusă (2,4%).